# Juanma Cifuentes
Juan Manuel Sánchez Cifuentes, conocido como Juanma Cifuentes (Albacete, España, 18 de enero de 1968), es un actor, cantante y director teatral español.

## Biografía
Es licenciado por la Real Escuela Superior de Arte Dramático (RESAD), Doctorado por el Piccolo Teatro de Milán en Commedia dell´Arte y Licenciado por la Escuela Superior de Canto de Madrid.
En su vida profesional ha trabajado con directores de la talla de Ronconi, Barba, Adolfo Marsillach, Forqué, Fava, De Facio, Kauffman, Bosso, Peter Brook, Malla, etc.
Actualmente reside en Albacete, gestiona una academia de teatro en la que imparte clases. 

## Intérprete escénico

### Teatro
- 2009 Asma de copla - Andrés Ermitaño - Teatro de la Paz
- 2008 El juglar del Cid - Hamete - Festival de Teatro Clásico de Almagro
- 2004 La cena de los idiotas - Agustín - Teatro Venevisión
- 2002 Defensa de Sancho Panza – Sancho Panza – SMEDIA PROD.
- 2002 Sádicamente Sade – Fabrice – Ricardo Pereira.
- 2000 La tentación vive arriba – Bobadilla – V. Forqué.
- 1994 Fuenteovejuna – Mengo – Adolfo Marsillach.
- 1992 La gran sultana – Mustafá – Adolfo Marsillach.
- 1992 Othello – Othello – S. Hutton.
- 1991 Hamlet – Hamlet – S . Hutton.
- 1991 A Midsummer Night's Dream – Puck – S. Hutton.
- 1991 I Comedianti – Arlechino – M.
- 1991 Il Gran Capitano – Capitano – N. Palamenti.
- 1991 Bufonata Farsesca – Pantalone – J. L. Grandin.
- 1991 La Moglie Muta – La Moglie – E. Sorensen.
- 1990 Arlechino servitore di due patroni – Arlechino – Giorgio Strehler.
- 1990 Don Quixote – Sancho Panza – Jerzy Grotowski.
- 1989 Líbrame Señor de mis cadenas – Coro – A. Onetti.
- 1987 El retablillo de Don Cristóbal – don Cristóbal – J. Washinton.

### Zarzuela y ópera
- 2018 La malquerida - Teatro Campoamor
- 2016 La del Soto del Parral - Teatro de la Zarzuela
- 2014 El dominó azul (Trilogía de los Fundadores) - Teatro de la Zarzuela
- 2013 La corte de Faraón - Veranos de la Villa / Jardines de Sabatini
- 2013 La verbena de la Paloma - Teatros del Canal
- 2013 La reina mora / Alma de Dios - Teatro de la Zarzuela
- 2013 La Tempranica - Teatro de la Zarzuela
- 2007 Los descamisaos / La verbena de la Paloma - Ópera Cómica de Madrid / Teatro Fernán Gómez
- 2006 La Gran Vía - Ópera Cómica de Madrid / Teatro Fernán Gómez
- 2006 Katiuska - Teatro Gayarre y Kursaal
- 2005 Agua, azucarillos y aguardiente / El bateo - Ópera Cómica de Madrid / Teatro Fernán Gómez
- 2005 La verbena de la Paloma - Teatro de la Zarzuela
- 2003 Emigrantes / La señora capitana - Ópera Cómica de Madrid / Teatro Villamarta
- 2001 El legado de Guerrero – Teatro Coliseum.
- 2001 El Madrid de Jacinto Guerrero. De la Zarzuela a la Revista – La Corrala.
- 1998 Ensayo general – Teatro La Latina.
- 1998 En brazos de Cupido – Teatro de la Paz.
- 1997 La chulapona - Teatro de la Zarzuela.
- 1995 El Teléfono – Teatro Conde Duque.
- 1991 Liebe Mozart – Teatro de Bayreuth.
- 1991 Wagner a dream – Teatro de Bayreuth.

### Musicales
- La jaula de las locas en el rol de Albin, Teatro Apolo de Madrid.

- Estamos en el aire en el rol de director, Teatro Alcázar de Madrid

- El hombre de La Mancha, en el rol de Sancho, Teatro Lope de Vega de Madrid.

## Director
- 2009 Cirano adaptación libre de Juanma Cifuentes - Teatro de la Paz de Albacete.
- 2007 Arizona de Juan Carlos Rubio - Teatro Español.
- 2006 Tragicomedia de Calixto y Melibea - Festival de Teatro de Chinchilla.
- 2005 El Quijote para Torpes - Teatro Gran Vía.
- 2005 Bodas de sangre de Federico García Lorca – Hispanic Theater de Miami.
- 2004 Las heridas del viento de Juan Carlos Rubio – Hispanic Theater de Miami y Teatro del Retablo de Nueva York.
- 2003 Entiendemetúamí de Eloy Arenas – T. Venevisión de Miami.
- 1996 Romeo y Julieta – C.N.T. de Colombia.
- 1993 Le donne – T. Comunale di Erculiana.
- 1992 La extraña pareja – Teatro Alfil.
- 1992 El retablo de las maravillas – Teatro Paraninfo.
- 1992 Los pieles rojas estamos hasta las narices de hacer el indio – Teatro Rojas.
- 1990 El sueño de una noche de verano – Teatro Víctor Jara.
- 1989 Como gustéis – RESAD

### Actor y director
- En 2008 dirigió y protagonizó el estreno de El juglar del Cid, de Pedro Manuel Víllora.

- En 2009 dirigió y protagonizó el estreno de Asma de copla, también de Pedro Manuel Víllora.

## Cine
| Año  | Título                                        | Personaje      | Dirección                         |
| ---- | --------------------------------------------- | -------------- | --------------------------------- |
| 2025 | La huella del mal                             | Carlos Béjar   | Manuel Ríos San Martín            |
| 2024 | Laberinto de sombras                          | Padre Tomás    | Alfredo Contreras                 |
| 2023 | He pescado (cortometraje)                     | Sacerdote      | Juan Alcaraz y José Luis Pallarés |
| 2019 | La rana que no quería morir (cortometraje)    | Rodolfo        | Rubén Faura                       |
| 2017 | Say Cheese (cortometraje)                     | Baker          | Pablo Olewski                     |
| 2017 | El club de los buenos infieles                | Juan           | Lluís Segura                      |
| 2014 | Desde los ojos de la inocencia (cortometraje) | Padre          | Susana Espelleta                  |
| 2014 | Operasiones espesiales                        | Sacerdote      | Paco Soto                         |
| 2012 | Don Enrique de Guzmán (cortometraje)          |                | Arantxa Echevarría                |
| 2011 | Aunque todo vaya mal (cortometraje)           | Juan           | Cristina Alcázar                  |
| 2010 | Sí bemol (cortometraje)                       |                | Clara Martínez-Lázaro             |
| 2010 | Esto no es amor (cortometraje)                |                | Javier San Román                  |
| 2009 | 7 minutos                                     | Juanma         | Daniela Fejerman                  |
| 2009 | Bolsitas (cortometraje)                       | Rodolfo        | Jaume Quiles                      |
| 2007 | El club de los suicidas                       | Javi           | Roberto Santiago                  |
| 2004 | De Kuleshov a Berlanga (cortometraje)         |                | Guillermo García-Ramos            |
| 2000 | Menos es más                                  | Actor invitado | Pascal Jongen y Michael Lehmann   |
| 1998 | Quince                                        | Ricky          | Francisco Rodríguez Fernández     |

## Series de Televisión
| Año        | Título                                       | Personaje                          | Canal        |
| ---------- | -------------------------------------------- | ---------------------------------- | ------------ |
| 2025       | Atasco                                       | Taxista                            | Prime Video  |
| 2024       | Nos vemos en otra vida                       | Tenete                             | Disney+      |
| 2023       | 4 estrellas                                  | Pepe                               | La 1         |
| 2023       | Supernormal                                  | Andrés                             | Movistar+    |
| 2022       | Cómo mandarlo todo a la mierda               |                                    | HBO Max      |
| 2021       | Ana Tramel. El juego                         | Friman                             | La 1         |
| 2020       | Hit                                          | Telmo                              | La 1         |
| 2020       | Señoras del (h)AMPA                          |                                    | Telecinco    |
| 2019       | 45 Revoluciones                              | Salvador                           | Antena 3     |
| 2018       | Telepasión Española                          | Manolo                             | La 1         |
| 2018       | La catedral del mar                          | Miguel                             | Antena 3     |
| 2014 -2018 | La que se avecina                            | Rogelio Rivas                      | Telecinco    |
| 2002 -2016 | Cuéntame cómo pasó                           | Joyero - Dependiente de juguetería | La 1         |
| 2014 -2015 | Gym Tony                                     | Miguelón Rondón                    | Cuatro       |
| 2013       | Como alas al viento                          | Pedro Lucio                        | Antena 3     |
| 2012       | Stamos okupa2                                | Alonso                             | La 1         |
| 2010       | Las chicas de oro                            | Dani                               | La 1         |
| 2010       | Raphael: Una historia de superación personal |                                    | Antena 3     |
| 2010       | Supercharly                                  | Abraham                            | Telecinco    |
| 2007 -2008 | El síndrome de Ulises                        | Juanjo Tapias                      | Antena 3     |
| 2007       | Qué follón de familia                        | Mariano                            | FORTA y Veo7 |
| 2007       | Corazonadas                                  |                                    | FORTA y Veo7 |
| 2005 -2006 | A tortas con la vida                         | Rafa                               | Antena 3     |
| 2003 -2005 | Aquí no hay quien viva                       | Rafa - Agustín                     | Antena 3     |
| 2001       | ¡Ala... Dina!                                | Dependiente - Taxista              | La 1         |
| 1999       | El súper                                     | Paco                               | Telecinco    |
| 1999       | Manos a la obra                              | Cliente                            | Antena 3     |
| 1998       | La casa de los lios                          | Bustos                             | La 1         |
| 1995 -1996 | La noche de los castillos                    | Juglar                             | La 1         |

## En Estados Unidos
En el año 2004 es premiado, en el Festival Internacional del Teatro Avante, como mejor actor por el monólogo Defensa de Sancho Panza de Fernando Fernán Gómez.
En los años 2004 y 2005 permaneció en EE. UU. trabajando tanto en teatro como en televisión, en calidad de actor y director:
Teatro: La cena de los idiotas, Teatro de Venevisión de Miami.
Televisión: Univisión, La Corte Gigante, Protagonista. Tele Mundo, "Protagonistas de la Fama VIP", Profesor de Comedia.